# Jennifer L. Armentrout
Jennifer Lynn Armentrout (nacida el 11 de junio de 1980) también conocida por el seudónimo de J. Lynn, es una escritora estadounidense de romance contemporáneo, new adult y fantasía. Varias de sus obras han aparecido en la lista de los más vendidos del The New York Times.
Considerada una autora "híbrida", debido al éxito por autopublicarse manteniendo contratos activos con pequeñas editoriales independientes y tradicionales. En su lista de editores actuales pueden encontrarse Spencer Hill Press, Entangled Publishing, Harlequin Teen, Disney/Hyperion y HarperCollins .

## Biografía
Jennifer L. Armentrout nació el 11 de junio en Virginia Occidental. Se inspiró para convertirse en escritora después de leer las obras de L.J. Smith, como The Vampire Diaries, The Secret Circle, The Forbidden Games y muchas otras. La serie de libros con la que hizo más conexión fue The Forbidden Games, con el final de esta dejándola en lágrimas. Al terminar de leer la serie, decidió que quería causar el mismo impacto en sus futuros lectores.
Su primera experiencia escribiendo una novela fue en la escuela secundaria durante la clase de álgebra. Si bien tenía deseos de ser autora, fue a la universidad y se graduó con una especialización en psicología.

## Carrera profesional
A pesar de los múltiples rechazos al comienzo de su carrera, su primer libro se publicó en 2011. A septiembre del 2019, tenía publicadas cincuenta y tres de sus cincuenta y siete obras escritas en total. La mayoría de sus trabajos en literatura juvenil son romance, fantasía, paranormal, contemporáneos y ciencia ficción. Con su seudónimo J. Lynn, escribe novelas románticas llenas de suspenso para sus lectores adultos.
En 2013, su novela Obsidian fue adquirida por Sierra Pictures, aunque los derechos regresaron más tarde a la autora. En 2015, el colega de Armentrout le sugirió que hiciera una firma de libros para el lanzamiento de su serie Titan. Se opuso a hacer una firma de libros en solitario, por lo que invitó a distintos autores que se unieran a ella en el evento de un día. Después de esto, Armentrout creó ApollyCon, que rápidamente se convirtió en una novedosa forma para que autores y lectores se pudieran reunir para celebrar libros publicados recientemente. El éxito de la convención continúa creciendo con cada evento.
En el 2020 publicó la serie que le ha conseguido más éxito hasta ahora ahora, la saga De Sangre y Cenizas, la cual se ha convertido en un fenómeno mediático de tik tok y también de instagram. Obteniendo de esta forma reseñas que remarcan la adictiva forma de escribir de la autora. 
En el 2023 fue publicada la quinta parte de la saga A Soul of Ash and Blood, traducida como Un Alma de Ceniza y Sangre, tomó la narrativa desde el punto de vista del protagonista masculino. Se anunció que la tercera parte de De Carne y Fuego llevaría como nombre Un Fuego en la Carne, que espera publicación para Octubre del mismo año. 
La autora en un post de instagram y en su blog anunció que en su proceso de escritura para A Fire in the Flesh, tuvo que dividir la historia con una cuarta y última parte, Born of Blood and Ash.
También publicó Fall of Ruin and Wrath en agosto. La edición en español, Una Perdición de Ruina y Furia será publicada en octubre. Promete una nueva historia llena de amor y seducción. 

## Vida personal
Armentrout fue diagnosticado con retinitis pigmentosa en 2015. Con esto ha encontrado motivación para enseñar a los lectores al respecto, siendo representativa y creando conciencia. También disfruta ser una fuente de apoyo para sus lectores que comparten el mismo trastorno.
Le gusta escribir historias distintivamente de los grupos de edad, para evitar agotarse mientras escribe. Armentrout es muy prolífica y afirma que escribe durante ocho horas al día casi todos los días. Durante el proceso creativo le gusta alternar entre mecanografiar y escribir a mano para no experimentar ningún bloqueo de escritura.
Al 2023, Armentrout vive con su esposo. Su perro Apolo, su perra Artemis y sus alpacas en una granja en Virginia Occidental. 

## Obras

### Libros escritos por Jennifer L. Armentrout

#### SagaCovenant
1. Daimon (novela corta, precuela de Mestiza) (Daimon, 2011)
2. Mestiza (Half-Blood, 2011)
3. Puro (Pure, 2012)
4. Deidad (Deity, 2012)
5. Elixir (novela corta, precuela de Apollyon) (Elixir, 2012)
6. Apollyon (Apollyon, 2013)
7. Centinela (Sentinel, 2013)

#### SagaTitan(Spin-Off deCovenant)
1. El Retorno (The Return, 2015)
2. El Poder (The Power, 2016)
3. La Lucha (The Struggle, 2017)
4. La Profecía (The Prophecy, 2018)

#### SagaLux
1. Shadows (Precuela de Obsidian) (Shadows, 2012)
2. Obsidian (Obsidian, 2011)
3. Onyx (Onyx, 2012)
4. Opal (Opal, 2012)
5. Origin (Origin, 2013)
6. Opposition (Opposition, 2014)
7. Oblivion (Oblivion, 2015)

Oblivion la última novela publicada, toma la narrativa de Obsidian desde la perspectiva del protagonista masculino.

#### Arum(Spin-Off deLux)
1. Obssesion (2013)

#### SagaOrigin(Spin-Off deLux)
1. La Estrella Más Oscura, (The Darkest Star, 2018)
2. La Sombra Más Ardiente, (The Burning Shadow 2019)
3. La Noche Más Brillante, (The Brightest Night 2020)
4. The Fevered Winter (TBA)

#### TrilogíaLos Elementos Oscuros
1. Bitter Sweet Love (Novela corta, precuela de El Beso del Infierno, 2013)
2. El Beso del Infierno (White Hot Kiss, 2014)
3. La Caricia del Infierno (Stone Cold Touch, 2014)
4. El Suspiro del Infierno (Every Last Breath, 2015)

#### TrilogíaEl Heraldo(Spin-Off deLos Elementos Oscuros)
1. Furia y Tormenta (Storm and Fury, 2019)
2. Rabia y Perdición (Rage and Ruin, 2020)
3. Gracia y Gloria (Grace and Glory, 2021)

#### TrilogíaCazadora de Hadas
1. Cazadora de Hadas (Wicked, 2014)
2. Semihumana (Torn, 2016)
3. Valiente (Brave, 2017)
4. El Príncipe (The Prince, 2018)
5. El Rey (The King, 2019)
6. La Reina (The Queen, 2020)

#### SerieSangre y Ceniza
1. De Sangre y Ceniza (From Blood and Ash, 2020)
2. Un Reino de Carne y Fuego (A Kingdom of Flesh and Fire, 2020)
3. Una Corona de Huesos Dorados (The Crown of Gilded Bones, 2021)
4. La Guerra de las Dos Reinas (The War of Two Queens, 2022)
5. Un Alma de Ceniza y Sangre (A Soul of Ash and Blood, 2023)
6. The Primal of Blood and Bone (Sin título en español, 2024)

Un alma de ceniza y sangre la quinta novela de la serie, toma la narrativa desde la perspectiva del protagonista masculino

#### TetralogíaCarne y Fuego(Spin-Off deSangre y Ceniza)
1. Una Sombra en la Brasa (A Shadow in the Ember, 2021)
2. Una Luz en la Llama (A Light in the Flame, 2022)
3. Un Fuego en la Carne (A Fire in the Flesh, 2023)
4. Nacida de Sangre y Cenizas (Born of Blood and Ash, 2024)

Otros
Visions of Flesh and Blood: A Blood and Ash/Flesh and Fire compendium (Visiones de carne y sangre, en Español 
2023) (co-written with Rayvn Salvador)

#### TrilogíaLos hermanos de Vincent
1. Pecados a la Luz de la Luna (Moonlight Sins, 2018)
2. Seducción a la Luz de la Luna (Moonlight Seduction, 2018)
3. Escándalos a la Luz de la Luna (Moonlight Scandals, 2019).

Fall of Ruin and Wrath
1. Una Perdición de Ruina y Furia  (Fall of Ruin and Wrath, 2023)

#### Novelasindependientes
1. Cursed (Sin traducción en español, 2012)
2. Unchained - Nephilim Rising (Sin traducción en español, 2013)
3. Cuidado. No Mires Atrás (Don't Look Back, 2014)
4. The Dead List (Sin traducción en español, 2015)
5. Nunca Digas Siempre (The Problem with Forever, 2016)
6. Till' Death (Sin traducción en español, 2017)
7. Si No Hay Un Mañana (If There's No Tomorrow, 2017)

Antologías
- Fifty First Times: A New Adult Anthology (Stories by: Julie Cross, J. Lynn, Molly McAdams, Sophie Jordan, Roni Loren, Tracy Wolff, Lauren Layne, Andrew Shaffer, Cole Gibsen, Myra McEntire, Carrie Ryan, Mark Perini, Gennifer Albin, Lisa Desrochers, Hannah Moskowitz, Lyla Payne, Alessandra Thomas, Melissa Landers, Melissa West) (Sin traducción al español, 2014)

- Meet Cute: Some People are Destined to Meet (Stories by: Jennifer L. Armentrout. Dhonielle Clayton, Jennifer L. Armentrout, Katie Cotugno, Jocelyn Davies, Huntley Fitzpatrick, Nina LaCour, Emery Lord, Katharine McGee, Kass Morgan, Julie Murphy, Meredith Russo, Sara Shepard, Nicola Yoon, Ibi Zoboi) (Sin traducción al español, 2018)
- Life Inside my Mind: 31 Authors Share Their Personal Struggles (Stories by:  Maureen Johnson, Robison Wells, Lauren Oliver, Jennifer L. Armentrout, Amy Reed, Aprilynne Pike, Rachel M. Wilson, Dan Wells, Amber Benson, E. Kristin Anderson, Sarah Fine, Kelly Fiore-Stultz, Ellen Hopkins, Scott Neumyer, Crissa-Jean Chappell, Francesca Lia Block, Tara Kelly, Kimberly McCreight, Megan Kelley Hall, Hannah Moskowitz, Karen Mahoney, Tom Pollock, Cyn Balog, Melissa Marr, Wendy Toliver, Cindy L. Rodriguez, Candace Ganger, Sara Zarr, Cynthia Hand, Francisco X. Stork and Jessica Burkhart) (Sin traudcción al español, 2018)

### Libros escritos bajo su seudónimo J. Lynn

#### TrilogíaGamble Brothers
1. Seduciendo al mejor amigo de mi hermano (Tempting the Best Man, 2012)
2. Seduciendo al jugador (Tempting the Player, 2012)
3. Tempting the Bodyguard (Sin traducción en español, 2014)

#### SagaTe Esperaré
1. Te Esperaré (Wait For You, 2013)
2. Trust In Me (Novela corta sin traducción en español, 2013)
3. Quédate A Mi Lado (Be With Me, 2013)
4. The Proposal (Novela corta sin traducción en español, 2014)
5. Vuelve A Mí (Stay With Me, 2014)
6. Déjate Caer (Fall With Me, 2015)
7. Believe in Me (Novela corta en Fifty First Times: A New Adult Anthology sin traducción en español, 2014)
8. Para Siempre Contigo (Forever With You, 2015)
9. Fire In You (Sin traducción en español, 2015)

#### SerieFrigid
1. Como el Hielo (Frigid, 2013)
2. Como el Fuego (Scorched, 2015)